# Desa Sukamulya (administrativ by i Indonesien, Banten, lat -6,77, long 105,82)
Desa Sukamulya är en administrativ by i Indonesien.   Den ligger i provinsen Banten, i den västra delen av landet, 130 km sydväst om huvudstaden Jakarta.